# Pfarrhaus St. Marien (Herne-Eickel)

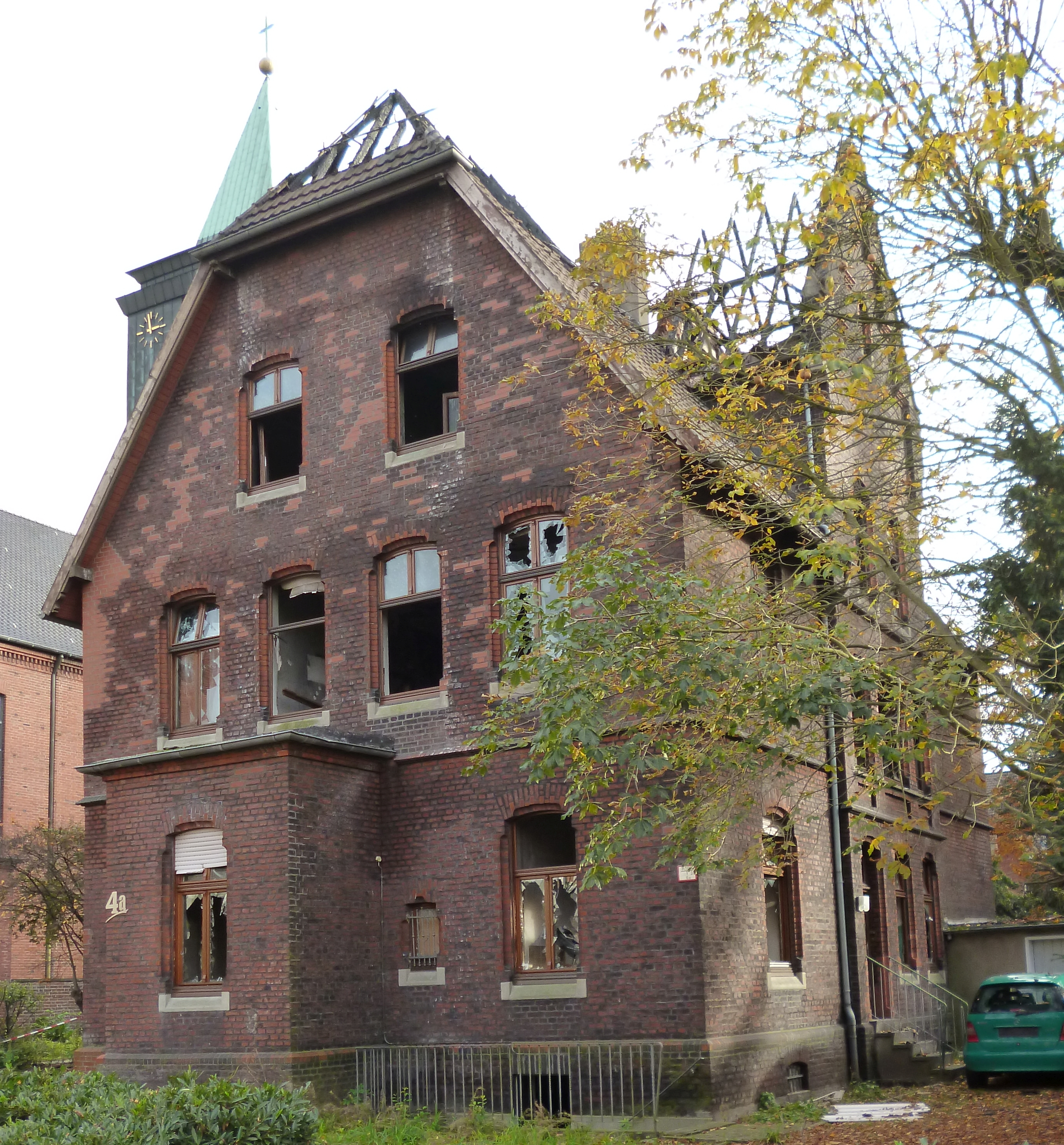
Blick von Nordwesten aus der Marienstraße mit dem Nebeneingang (30. Oktober 2016)

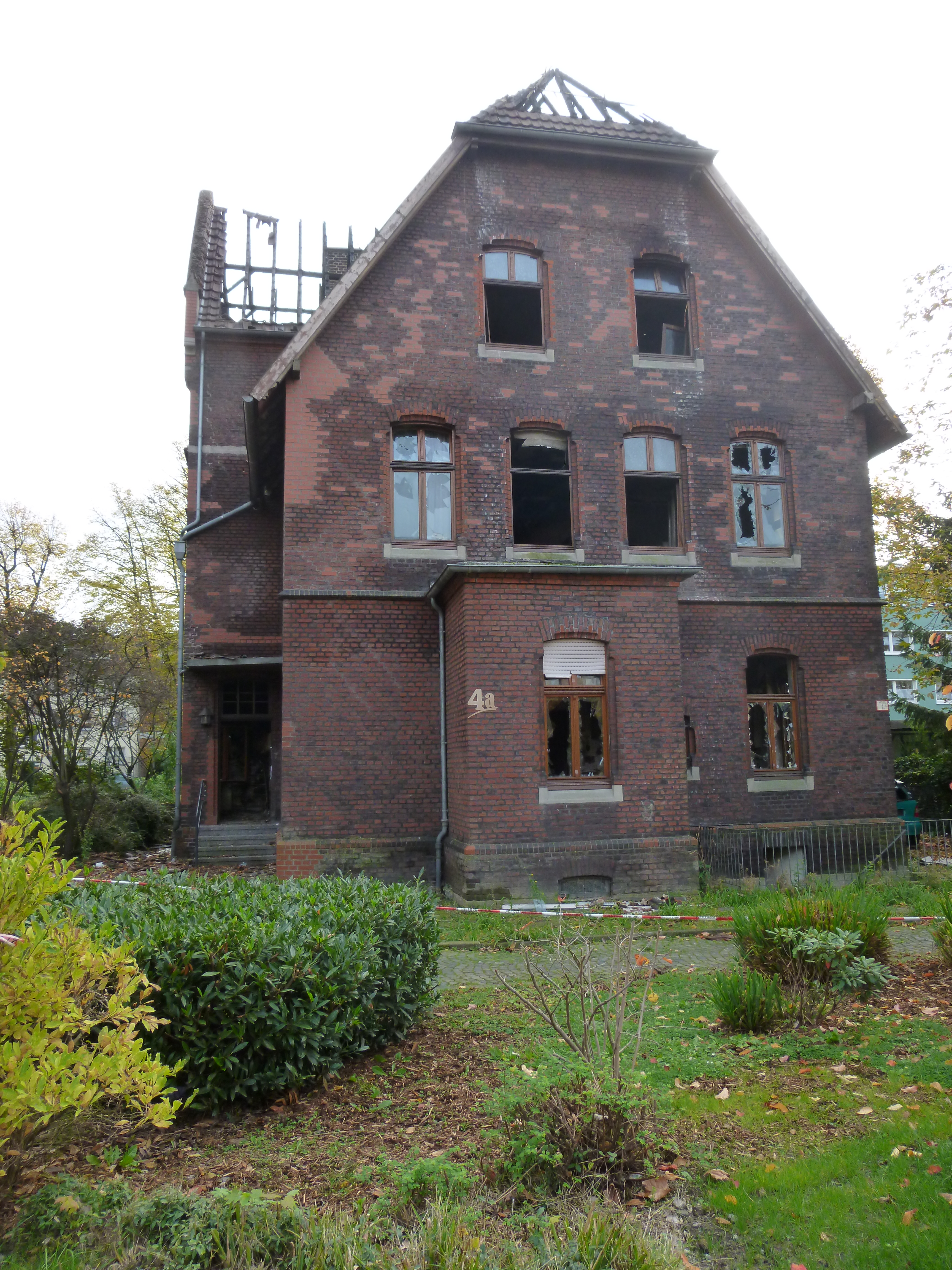
Nordseite an der Marienstraße mit dem Haupteingang zur linken (30. Oktober 2016)

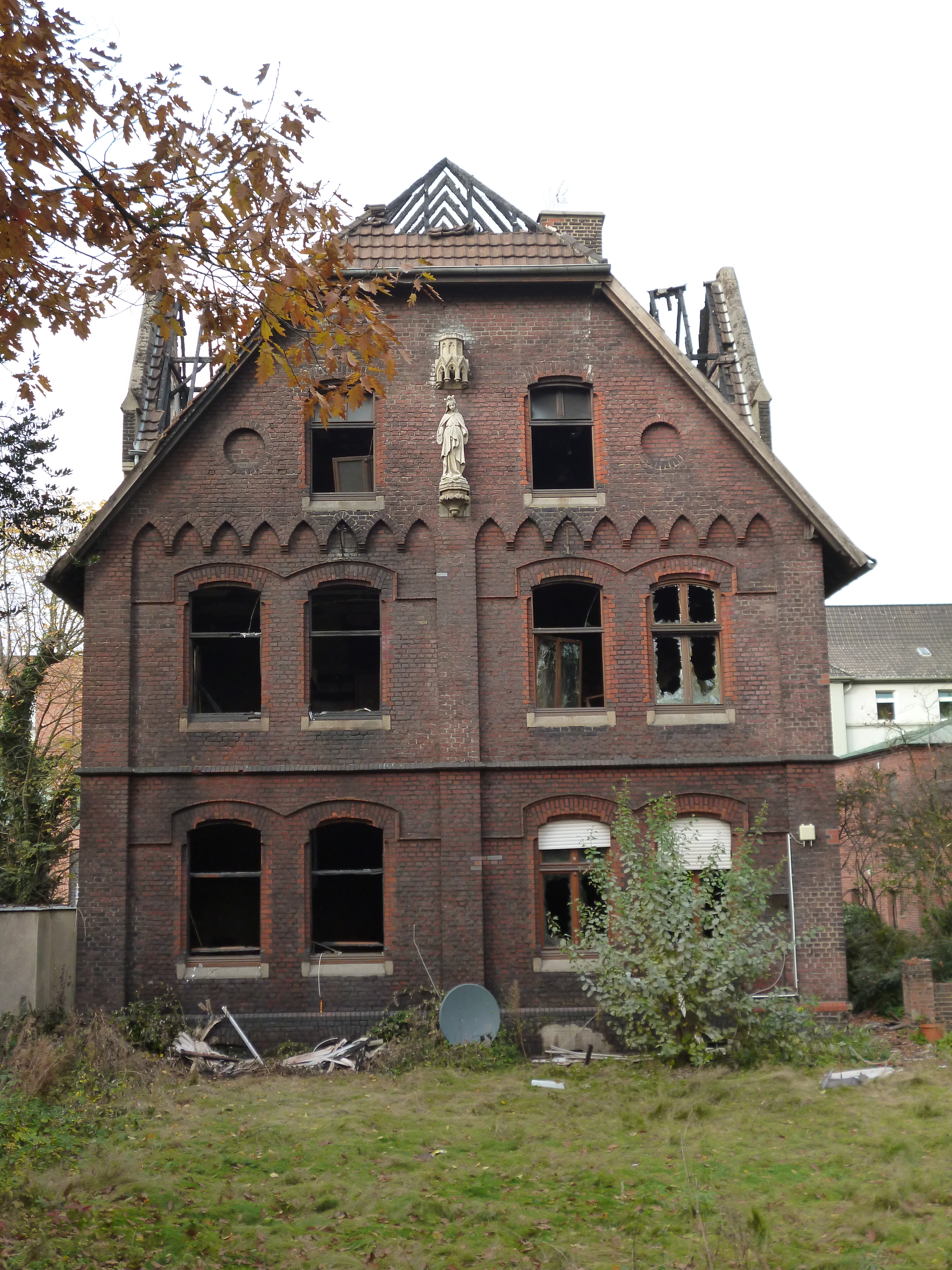
Süd- bzw. Gartenseite von der Herzogstraße aus (30. Oktober 2016)

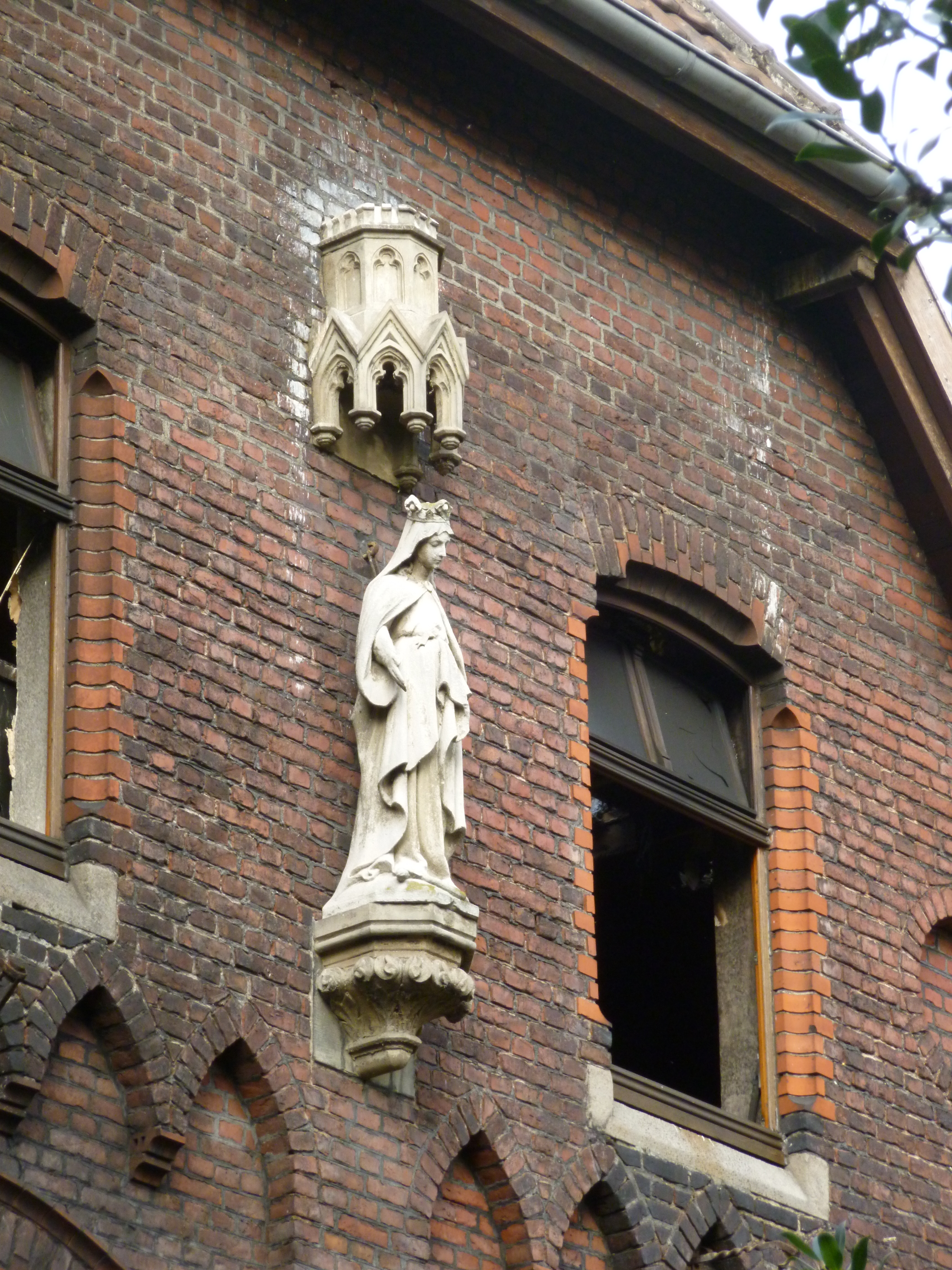
Detail (30. Oktober 2016)

Das ehemalige Pfarrhaus der Katholischen Pfarrgemeinde St. Marien in Eickel, Marienstraße 4 a, einem Stadtteil von Herne, ist ein unter Denkmalschutz stehendes Baudenkmal. Das zuletzt als Wohnhaus im Privateigentum befindliche frühere Pfarrhaus wurde durch Brandstiftung am 15. Oktober 2016 schwer beschädigt.

## Geschichte
Die Wurzeln der Katholischen Kirchengemeinde St. Marien in Eickel reichen in die 1680er Jahre zurück, als nach dem Erwerb eines Baugrundes im Jahr 1683, bis 1687 die erste Marienkirche nebst Pfarrhaus, Küsterwohnung und Schulmeisterhaus an der Herzogstraße errichtet werden konnte. 1853 wurde St. Marien zur Pfarre erhoben. Durch den starken Zuzug wurden durch Auspfarrung weitere Pfarrgemeinden gebildet. So zuerst 1890 St. Laurentius in Wanne, 1903 St. Barbara in Röhlinghausen, 1907 St. Joseph in Wanne-Süd und Herz-Jesu in Wanne-Nord und zuletzt 1909 St. Franziskus in Holsterhausen. 1866 nochmals erweitert, erlebte die alte Marienkirche am 7. September 1880 die letzte Lesung eines Hochamtes, bevor am 1. August 1882 die an gleicher Stelle neu erbaute Pfarrkirche, die über einen 75 Meter hohen Turm verfügte und auf Grund ihrer Größe auch als „Dom“ bezeichnet wurde, konsekriert und den Gläubigen übergeben werden konnte. Die Entwurfsausarbeitung lag in Händen des Paderborner Baurats Arnold Güldenpfennig. Die örtliche Bauausführung übernahm Bauunternehmer August Franke aus Wanne.
Bedingt durch die bergbaulichen Aktivitäten unter Tage entstanden ab 1928 zunehmend Schäden am Bauwerk, Gewölbe stürzten ein und Wände gerieten aus dem Lot, die eine Schließung und Sanierung bis 1930 nach sich zogen. Während des Zweiten Weltkriegs erlitt das Kirchenbauwerk zunächst am 27. Juni 1943 schwere Einschläge und brannte aus. Die Glocken stürzten herab und durchschlugen dabei fünf Turmdecken. Ein neuerlicher Luftangriff am 9. Februar 1945, bei dem Sprengbomben US-amerikanischer Bauart die Brandruine trafen, setzten dem Mauerwerk derart zu, das dieses an mehreren Stellen aufgesprengt wurde. Von 1945 bis 1950 erfolgte ein stark vereinfachter Wiederaufbau auf den Grundmauern der alten Kirche. Von dem ursprünglichen Bau blieb im Wesentlichen nur der ebenso vereinfacht und mit stark verkürztem Helm erneuerte Turm bestehen.
Zu gleicher Zeit und im Anschluss an den Bau der Kirche zu Beginn der 1880er Jahre ließ die Pfarrgemeinde weitere Bauten ausführen. Dabei wurde das bisher als Schule genutzte Gebäude zur Wohnnutzung durch den Pfarrer umgebaut und eine neue Schule errichtet. Bereits wenige Jahre später erfolgte eine Umnutzung dieses Pfarrhauses für Wohnungen der Kapläne, bevor in den Jahren 1900 und 1901 im bisherigen Pfarrgarten, von der Herzogstraße aus besehen links der Kirche, ein neues Pfarrhaus erbaut wurde.
Dieses zuletzt erbaute Pfarrhaus erhielt in der Zeit nach dem Zweiten Weltkrieg eine Umnutzung, in dem es in das Sankt Marien-Hospital als Tagesklinik integriert wurde. Nach einer Zeit des Leerstandes veräußerte die Pfarrgemeinde das Gebäude schließlich. Am 13. und 15. Oktober 2016 kam es dann zu Brandstiftungen, die insbesondere bei dem Brand am 15. Oktober 2016 so schwere Gebäudeschäden nach sich zogen, dass eine Standsicherheit nicht mehr gewährleistet erscheint.

## Baubeschreibung
Das Pfarrhaus kommt mit seiner rund 10,8 Meter breiten Nordseite etwa auf Höhe der Mitte, der östlich gelegenen Pfarrkirche an der Marienstraße zu liegen. Die etwa 12,4 Meter umfassende rückwärtige oder Gartenseite führt zur Herzogstraße. Das zweigeschossige Gebäude wurde wie die benachbarte Kirchen in unverputztem Ziegelsteinmauerwerk und neugotischem Stil ausgeführt. Auf der südlichen Giebelseite ist auf Höhe des Dachgeschosses und eingerahmt von zwei Fenstern eine überdachte Marienfigur angebracht.
Die West- und die Ostseite erhält durch einen risalitartig vorgezogenen, und über drei Fensterachsen reichenden Abschnitt eine besondere Betonung. Auf der Ost- bzw. Kirchenseite führt dieser Risalit zu einer merklichen Verbreiterung des Baus in seinem aufgehenden Mauerwerk und nimmt dabei auch an der nördlichen, also vorspringenden Stirnseite den Haupteingang auf. An der Westseite ist neben zwei Fensterachsen im Erdgeschoss ein weiterer Eingang vorhanden, in dessen Anschluss nach dem Zweiten Weltkrieg ein eingeschossiger Garagenanbau angefügt wurde. Auf Höhe des Dachgeschosses sind auf allen vier Seiten lediglich zwei Fenster eingelassen. Die Giebelseite verfügen gartenseitig im Erd- und Obergeschoss über jeweils vier Fensterachsen und an der Nordseite im Erdgeschoss, bedingt durch einen eingeschossigen, einfenstrigen Vorbau, über nur ein weiteres Fenster, während auch hier das Obergeschoss über vier Fensterachsen verfügt.
Das Pfarrhaus wurde nach oben von Giebel zu Giebel mit einem Krüppelwalmdach abgeschlossen. Zwischen den beiden risalitartigen Vorsprüngen an den Längsseiten verfügt das Dachgeschoss über einen zweiten Sattel. Durch diesen ergibt sich aus der Draufsicht ein Kreuz.
Die Eintragung des Gebäudes in die Denkmalliste der Stadt Herne erfolgte am 2. Februar 1993 (Denkmal Nr. A 344).